# Ewa Starowieyska
Ewa Starowieyska (ur. 2 grudnia 1930 w Katowicach, zm. 25 lutego 2012 w Warszawie) – polska scenograf i kostiumograf teatralna, pierwsza żona malarza Franciszka Starowieyskiego.

## Życiorys
Ewa Starowieyska urodziła się 2 grudnia 1930 w Katowicach. Jej ojciec, Tadeusz Łobos, był architektem. W latach 1949–1955 studiowała na wydziale Scenografii Akademii Sztuk Pięknych w Warszawie. Studia ukończyła w roku 1956. W tym samym roku podczas wystawy projektów dyplomowych, została zauważona przez Arnolda Szyfmana, który zaproponował jej przygotowanie scenografii do „Gburów” Carlo Goldoniego w Teatrze Polskim. Realizacja projektu nie doszła do skutku, Starowieyska została więc asystentką Andrzeja Pronaszko, który miał wówczas wykłady na wydziale reżyserii w Warszawskiej Szkole Teatralnej. W roku 1959 zadebiutowała w Teatrze Dramatycznym w Białymstoku, projektując scenografię do Przygody Florenckiej Ludwika Morstina w reżyserii B. Krassowskiego. Podczas pracy przy spektaklu Teatru Telewizji „Do niedzieli niedaleko” poznała reżysera Konrada Swinarskiego, który zaoferował jej wspólne przygotowanie sztuki Arianno Suassuny „Testament psa” w warszawskim Teatrze Ateneum. Tak zaczęła się ich długoletnia współpraca, która przyniosła owoce w postaci przedstawień, takich jak „Frank V” Friedricha Dürrenmatta w warszawskim Teatrze Dramatycznym (1962), „Zabawa” i „Czarowna noc” Sławomira Mrożka w warszawskim Teatrze Współczesnym (1964) oraz „Pluskwa” Włodimira Majakowskiego w Schillertheater w Berlinie Zachodnim (1965) oraz w Teatrze Narodowym (1975), w trakcie przygotowania której Starowieyska zmuszona była przejąć kierownictwo prób z powodu tragicznej śmierci reżysera. Dzięki Swinarskiemu, przy okazji wspólnej pracy nad dekoracjami do „Kariery Artura Ui” Bertolta Brechta (1962), Starowieyska wprowadzona została do Teatru Współczesnego – jednej z najważniejszych ówczesnych scen w Polsce, której dyrektorem był wówczas Erwin Axer. To właśnie z tym reżyserem związała się na najbliższe 40 lat, tworząc duet niezwykle zgrany pod względem artystycznym. Razem pracowali m.in. nad „Trzema siostrami” Antoniego Czechowa (1963), „Androklesem i lwem” George’a Bernarda Shawa (1964), „Tangiem” Sławomira Mrożka (1965), „Po górach po chmurach” Ernesta Brylla (1969), „Marią Stuart” Fryderyka Schillera (1969), „Matką” Stanisława Ignacego Witkiewicza (1970), „Dawnymi czasami” Harolda Pintera (1972), „Macbettem” Eugène’a Ionesco (1972), „Lirem” Edwarda Bonda (1974) oraz „Pieszo w powietrzu” Ionesco (1967) wystawionego tym razem w warszawskim Teatrze Polskim. Ich dziełem były również liczne premiery zagraniczne, m.in. „Tango” Mrożka (1966), „Portret pewnej planety” Dürrenmatta (1969) i „Matka” Witkacego (1971) w Schauspielhaus w Düsseldorfie, a także „Święto Borysa” Thomasa Bernharda (1973) i „Końcówka” Samuela Becketta (1976) w Burgtheater w Wiedniu. W Leningradzie, w Teatrze im. Gorkiego pokazali również „Karierę Artura Ui” Brechta (1963), a także „Dwa teatry” Jerzego Szaniawskiego (1969).
W latach 80. XX wieku Starowieyska współpracowała z Maciejem Englertem w Teatrze Współczesnym, realizując m.in. „Sen nocy letniej” Szekspira (1983) i spektakl „Mistrz i Małgorzata” według powieści Michaiła Bułhakowa (1987). Z Axerem w tym czasie pracowała m.in. nad „Komediantem” Thomasa Bernharda z rolą Tadeusza Łomnickiego (1990) i dramatami Mrożka – „Wdowami” (1992), „Miłością na Krymie” (1994) i „Ambasadorem” (1995). Z Antonim Liberą realizowała projekty do utworów Becketta m.in. „Komedii” i „Ostatniej taśmy” w Warszawskim Teatrze Studio (1985) oraz „Szczęśliwych dni” (1995), „Czekając na Godota” (1996) i „Końcówki” (1997) wystawionych w Teatrze Dramatycznym w Warszawie. Czuwała nad oprawą plastyczną spektaklu „Zapasiewicz gra Becketta” przygotowanego przez Liberę w warszawskim Teatrze Powszechnym (2004). Projektowała przestrzeń do spektakli Zygmunta Hübnera, Aleksandra Bardiniego, Andrzeja Wajdy, Ludwika René, Jerzego Jarockiego, Jerzego Kreczmara, Macieja Prusa. Z Krzysztofem Zanussim pracowała przy 21 spektaklach zagranicznych. Najważniejsze z nich to: „Juliusz Cezar” Szekspira (Teatro Romano w Weronie i Taormina), „Straszni rodzice” Cocteau (Teatro Eliseo w Rzymie), a także opery: „Król Roger” (Teatro Massimo Palermo), „Król Edyp” Strawinskiego, „Antygona” Honeggera, a także „Tragedia florencka” i „Urodziny infantki” w E. Zemlinski (Bazylea).
Zajmowała się także scenografią operową, m.in. do widowisk w reżyserii Ryszarda Peryta – „Czarnej maski” Krzysztofa Pendereckiego w poznańskim Teatrze Wielkim (1987), „Mojżesza” Gioacchino Rossiniego (1989) i „Quo vadis” Feliksa Nowowiejskiego w Operze Narodowej (1994).
Pracowała w Teatrze Telewizji i filmie – jako autorka kostiumów do „Popiołów” (1965) i „Bramy raju” (1967) w reżyserii Andrzeja Wajdy oraz filmu „Lokis. Rękopis profesora Wittembacha” Janusza Majewskiego (1970). Wraz z pierwszym mężem Franciszkiem Starowieyskim przygotowała scenografię do filmu „Upał” Kazimierza Kuca. W ostatnim półwieczu Ewa Starowieyska zaprojektowała ponad 200 scenografii dla teatru dramatycznego i operowego. Swoje projekty kostiumów i scenografii do spektakli teatralnych w reżyserii Konrada Swinarskiego i Erwina Axera podarowała Muzeum Historii Katowic.

## Twórczość
Debiut Ewy Starowieyskiej przypadł na okres rozwoju Polskiej Szkoły Scenografii, która po roku 1956 uwolniła się ze sztywnych ram socrealizmu i zaczęła dążyć w kierunku nawiązania dialogu ze sztuką zachodu. Szkołę tę cechował malarski dynamizm i spektakularność formy wpisujące się w dominującą w tym czasie dramaturgię Witkiewicza, Różewicza, Ionesco, Dürrenmatta, Mrożka oraz Becketta. Inspiracje te wyparte zostały później przez nowe prądy, czerpiące z twórczości Czechowa i Strindberga, wymagające innych środków wyrazu – dekoracji pozornie skromniejszych, konceptualnych, niekiedy hiperrealistycznych. Projekty Starowieyskiej także początkowo miały charakter typowo malarski, później zaczęły pojawiać się w nich elementy architektoniczne i przestrzenne. Dominującym środkiem wyrazu był w jej twórczości kolor („Maria Stuart” Schillera, 1969; „Potęga Ciemności” Tołstoja, 1971). Typowe dla Starowieyskiej było również komponowanie przemyślanych i nastrojowych faktur („Trzy Siostry” Czechowa, r. 1963) oraz niemal surrealistyczne aranżowanie elementów realistycznych, np. wyolbrzymianie przedmiotów typowych dla epoki lub klimatu sztuki. („Tango” Mrożka, 1965; „Matka” Witkiewicza, 1970). W swoich scenografiach starała się zawrzeć fabułę spektaklu, kondensując ją do systemu plastycznych symboli. („Szczęśliwe wydarzenie” Mrożka, 1973; „Amerykański ideał” Albee’ego, 1968). Eksperymentowała również z organizacją przestrzeni, wykorzystując teatralną iluzję m.in. do rozbudowania niewielkiej, reliefowej sceny Teatru Współczesnego („Lir” Bonda, 1974; „Mistrz i Małgorzata” Bułhakowa, 1986). Punktem wyjściowym dla Starowieyskiej był zawsze tekst i czysto reżyserski sposób jego potraktowania. Scenografia nie miała być artystycznym popisem, ale elementem teatralnego dzieła, wpisującym się w reżyserską koncepcję, sugerującym klimat i treść utworu. Jej kompozycje plastyczne, na pierwszy rzut oka często nieatrakcyjne, dopiero po zintegrowaniu z całością wizji scenicznej okazywały się zajmujące. Projektowane przez nią kostiumy odtwarzały charakter i indywidualną osobowość postaci, także poprzez optyczną zmianę fizjologii aktorów. Prace Starowieyskiej odznaczały się przestrzennym ładem, dyscypliną i harmonią. Nieprzeładowane ornamentami i zdobieniami, czerpały z emocjonalnie przetworzonych nurtów plastycznych m.in.: impresjonizmu, pop-artu, surrealizmu, kolażu i taszyzmu. Mieszanie realizmu i abstrakcjonizmu nadawało jej dziełom rys uniwersalny i niejednoznaczny.

## Nagrody i odznaczenia
- 1963 – Nagroda II stopnia za scenografię do Trzech sióstr Antoniego Czechowa w reżyserii Erwina Axera w Teatrze Współczesnym w Warszawie na Festiwalu Sztuk Rosyjskich i Radzieckich w Katowicach; Wyróżnienie Ministra Kultury i Sztuki za udział w wystawie scenograficznej Polskie dzieło plastyczne w XV-lecie PRL;
- 1964 otrzymała nagrodę radia i telewizji za scenografię do sztuki „Córki zmarłego Porucznika” w reżyserii Ludwika René.
- 1975 – Złota ręka – nagroda projektantki Barbary Hoff – za najwybitniejsze osiągnięcie z dziedziny mody lub kostiumologii za kostium striptizerki w Pluskwie Majakowskiego.
- 1977 – Złoty Krzyż Zasługi;
- 1989 – Nagroda miasta Poznania (zespołowa) dla realizatorów opery „Czarna maska” Krzysztofa Pendereckiego w reżyserii Ryszarda Peryta w poznańskim Teatrze Wielkim;
- 2001 – Nagroda Ministra Kultury i Dziedzictwa Narodowego za rok 2000.
- 2008 – Srebrny Medal „Zasłużony Kulturze Gloria Artis”[1]

## Wybrane spektakle
- Swinarski – „Anioł wstąpił do Babilonu” (Teatr Dramatyczny 1960) i „Frank V” Dürrenmatta (Teatr Dramatyczny 1962).
- Hubner – „Murzyni” Geneta– Teatr Ateneum 1961
- Swiderski – „Ożenek” Gogola – Teatr Dramatyczny 1961,
- Łapicki – „Zamek w szwecji” Francois sagan – Teatr Współczesny 1961,
- Ludwik Rene – „Fizycy” Dürrenmatta – Teatr Dramatyczny 1963 i „Letnicy” Gorkiego – dramatyczny 1964,
- Andrzej Wajda – “Demony” Whittinga, Teatr Ateneum 1963,
- Aleksander Bardini – „Czerwone Róże dla mnie” O’cassey’ego, Teatr Dramatyczny 1964,
- Bohdan Poręba – zjazd rodzinny Eliota – dramatyczny 1963,
- Jarocki – Cymbelin, teatr Stary w Krakowie 1968.

### Współpraca z Axerem
- „Trzy siostry” Czechowa 1963,
- „Androkles i Lew” Shawa, 1964,
- „Tango” Mrożka, 1965,
- „Dochodzenie” Weisa, 1966,
- „Pieszo w powietrzu” Ionesco, 1967,
- „Dwa teatry” Szaniawskiego, 1968,
- „Wielki człowiek do małych interesów” Fredy, 1968,
- „Po górach po chmurach” Brylla, 1969
- „Maria Stuart” Schillera, 1969,
- „Matka” Witkiewicza, 1970,
- „Potęga ciemnoty” Tołstoja, 1971,
- „Dawne czasy” Pintera, 1972,
- „Macbett” Ionesco, 1972,
- „Szczęśliwe wydarzenie” Mrożka, 1973,
- „Lir” Bonda, 1974.

### Spektakle zagraniczne
- „Pluskwa” Majakowskiego w reż. Swinarskiego, Schillertheather, Berlin Zachodni 1964,
- „Wassa Zelaznowa” Gorkiego w reż. Litzaua, Schillertheather, Berlin Zachodni 1964,
- „Pokojówki” Geneta w reż. Balchausena, Wuppertal 1964,
- „Liedermann” Mozarta, Wuppertal 1964,
- “Symphonische tanze” Hindemitha, Wuppertal 1965,
- “Święto” Borysa Bernhartdta w reż. Fruchtmanna, Schauspieltheathe, Zurych 1971r,
- “Rewizor” Gogola w reż Roolfa von Sidov, Zurych 1972,
- „Wszystkie Bogactwa Świata” O’neilla w reż. Karla Strouxa, Renaissance theather, Berlin Zachodni 1971,
- „Katarzyna Ismaiłowa” Szostakowicza, Gartnerplatz theather, Monachium 1973,
- „Stworzenie świata i inne sprawy” Millera w reż. Lindtberga, Zurych 1974.

### Z Erwinem Axerem
- „Kariera Artura Ui” – 1963
- „Dwa teatry” – teatr im. Gorkiego, Lenningrad 1969,
- „Tango”, 1966,
- „Trzy siostry”, 1968,
- „Portret pewnej planety” Dürrenmatta, 1970,
- “Matka” – Schauspielhaus Düsseldorf 1971,
- “Androkles i lew” – Amsterdam 1967,
- „Wujaszek Wania” – Monachium 1972,
- „Święta Borysa” – Burghtheather Wiedeń 1973.